# Smicridea reinerti
Smicridea reinerti är en nattsländeart som beskrevs av Oliver S. Flint Jr. 1978. Smicridea reinerti ingår i släktet Smicridea och familjen ryssjenattsländor. Inga underarter finns listade i Catalogue of Life.